# Munkfors Motorclub
Munkfors Motorclub är en klubb för motorsportintresserade bildad 1974 genom att medlemmar i Munkfors Carting Club gick samman med en grupp rallyförare från Munkfors med omnejd, som tidigare tävlat för andra motorklubbar. Klubben är ansluten till Svenska Bilsportförbundet. 

## Kända förare
Jan Flash Nilsson började sin karriär i Munkfors Motorclub som kartingförare och körde för klubben under många år, under vilka han bland annat blev svenska mästare i Racing och medverkade till att starta upp tävlingsserien STCC.